# Amelia Piccinini
Amelia Piccinini, född 17 januari 1917 i Turin, död 3 april 1979, var en italiensk friidrottare.
Piccinini blev olympisk silvermedaljör i kulstötning vid sommarspelen 1948 i London.